# Giorgi Tsjakvetadze
Giorgi Tsjakvetadze, ook geschreven als Chakvetadze, (Tbilisi (Georgië), 29 augustus 1999) is een Georgisch voetballer die bij voorkeur als middenvelder speelt. Hij verruilde in 2017 Dinamo Tbilisi voor KAA Gent. In 2018 debuteerde hij in het Georgisch voetbalelftal.

## Clubcarrière
In de zomer van 2017 tekende Tsjakvetadze een contract tot 2020 bij KAA Gent. Hij debuteerde er op 1 oktober met een invalbeurt in de wedstrijd Club Brugge - Gent (eindstand 2-1). Op 21 januari 2018 mocht Giorgi invallen tegen Sporting Lokeren na een blessure van Anders Christiansen en scoorde hij zijn eerste doelpunt voor Gent door zijn tegenstrever voorbij te gaan en dan de bal binnen te leggen.
Eind 2018 werd Tsjakvetadze verkozen tot beste voetballer van 2018 in Georgië.
In december 2018 liep Tsjakvetadze een knieblessure op die hem maandenlang verhinderde om nog een wedstrijd te starten. Zijn optredens bleven beperkt tot enkele invalbeurten. Op 21 april 2019 stond hij voor het eerst opnieuw in de basis tijdens een play-off 1-wedstrijd tegen Anderlecht, maar werd na een uur spelen uit voorzorg gewisseld. Daarna stond hij meer dan zeven maanden aan de kant. Op 7 december van dat jaar maakte de Georgiër zijn wederoptreden met een invalbeurt in een thuiswedstrijd tegen Zulte Waregem.

## Clubstatistieken
| Seizoen     | Club                | Competitie         | Competitie | Competitie | Competitie | Beker | Beker | Beker | Internationaal | Internationaal | Internationaal | Totaal | Totaal | Totaal |
| Seizoen     | Club                | Competitie         | Wed.       | Dlp.       | Ass.       | Wed.  | Dlp.  | Ass.  | Wed.           | Dlp.           | Ass.           | Wed.   | Dlp.   | Ass.   |
| ----------- | ------------------- | ------------------ | ---------- | ---------- | ---------- | ----- | ----- | ----- | -------------- | -------------- | -------------- | ------ | ------ | ------ |
| 2016        | Dinamo Tbilisi      | Oemaghlesi Liga    | 2          | 0          | 0          | 0     | 0     | 0     | —              | —              | —              | 2      | 0      | 0      |
| 2017        | Dinamo Tbilisi      | Oemaghlesi Liga    | 24         | 5          | 9          | 2     | 0     | 2     | —              | —              | —              | 26     | 5      | 11     |
| Club Totaal | Club Totaal         | Club Totaal        | 26         | 5          | 9          | 2     | 0     | 2     | 0              | 0              | 0              | 28     | 5      | 11     |
| 2017/18     | KAA Gent            | Jupiler Pro League | 19         | 1          | 2          | 0     | 0     | 0     | —              | —              | —              | 19     | 1      | 2      |
| 2018/19     | KAA Gent            | Jupiler Pro League | 23         | 5          | 4          | 4     | 1     | 5     | 4              | 0              | 0              | 31     | 6      | 9      |
| 2019/20     | KAA Gent            | Jupiler Pro League | 9          | 0          | 2          | 0     | 0     | 0     | 3              | 0              | 0              | 12     | 0      | 2      |
| 2020/21     | KAA Gent            | Jupiler Pro League | 3          | 0          | 0          | 0     | 0     | 0     | 1              | 0              | 1              | 4      | 0      | 1      |
| 2021/22     | KAA Gent            | Jupiler Pro League | 8          | 0          | 2          | 1     | 1     | 2     | 6              | 0              | 1              | 15     | 1      | 5      |
| Club Totaal | Club Totaal         | Club Totaal        | 62         | 6          | 10         | 5     | 2     | 7     | 14             | 0              | 2              | 81     | 8      | 19     |
| 2021/22     | → Hamburger SV      | 2.Bundesliga       | 10         | 1          | 0          | 2     | 0     | 1     | —              | —              | —              | 12     | 1      | 1      |
| Club Totaal | Club Totaal         | Club Totaal        | 10         | 1          | 0          | 2     | 0     | 1     | 0              | 0              | 0              | 12     | 1      | 1      |
| 2022/23     | → Slovan Bratislava | Fortuna Liga       | 12         | 0          | 2          | 1     | 0     | 0     | 14             | 0              | 5              | 27     | 0      | 7      |
| Club Totaal | Club Totaal         | Club Totaal        | 12         | 0          | 2          | 1     | 0     | 0     | 14             | 0              | 5              | 27     | 0      | 7      |
| TOTAAL      | TOTAAL              | TOTAAL             | 110        | 12         | 21         | 10    | 2     | 10    | 28             | 0              | 7              | 148    | 14     | 38     |

Bijgewerkt t.e.m. 7 maart 2020.

## Interlandcarrière
Als jeugdspeler kwam Tsjakvetadze meermaals uit voor de Georgische nationale jeugdelftallen U17, U19 en U21. Op 24 maart 2018 kwam hij voor het eerst uit voor de nationale ploeg van Georgië tijdens een oefeninterland tegen Litouwen en scoorde daarin meteen zijn eerste doelpunt (eindstand 4-0).
Op 6 september 2018 maakte hij het openingsdoelpunt in de met 0-2 gewonnen wedstrijd Kazachstan-Georgië voor de UEFA Nations League 2018/19. Hij werd daarmee de maker van het eerste doelpunt ooit in de geschiedenis van de UEFA Nations League. Tsjakvetadze werd op 22 mei 2024 door bondscoach Willy Sagnol opgenomen in de Georgische selectie voor het EK 2024 in Duitsland. Georgië eindigde bij zijn eerste deelname als derde in een groep met Turkije, Tsjechië en Portugal, waarna het in de achtste finales met 4–1 verloor van Spanje. Tsjakvetadze kwam op het toernooi in alle wedstrijden in actie.